# Георги Янчев
Георги Янчев Марин е български духовник, деец в българската църковна борба в Струга през XIX век.

## Биография
Роден е в западномакедонския град Струга в семейството на Янче Марин, емигрант от Корча или Корчанско. Става свещеник и се включва в борбата за самостоятелна българска църква в града. Женен е за Ана Попова (? – 1903), първа братовчедка на Братя Миладинови. Семейството подкрепя активно Вътрешната македоно-одринска революционна организация и в къщата им често отсяда войводата Тасе Христов. Техен син е свещеникът и революционер Лев Попов (1882 – 1935).